# UCI Oceania Tour de 2017
O UCI Oceania Tour de 2017 foi a décima-terceira edição do calendário ciclístico internacional da Oceania. Iniciou a 22 de janeiro na Nova Zelândia com a New Zealand Cycle Classic, e terminou a 5 de março com o Campeonato Oceânico de Ciclismo em Estrada.

## Equipas
As equipas que podem participar nas diferentes carreiras dependem da categoria das mesmas. A maior nível de uma carreira podem participar equipas a mais nível. Por exemplo os equipas UCI ProTeam, só podem participar das carreiras .HC e .1 e têm cota limitada de equipas para competir.
| Categoria      | Categoria                        | Equipas                                                                                           |
| -------------- | -------------------------------- | ------------------------------------------------------------------------------------------------- |
| .HC            | 1.hc (Carreira de um dia)        | * ProTeam (max 65%) * Profissionais Continentais * Continentais * Selecções nacionais             |
| .HC            | 2.hc (Carreira de vários dias)   | * ProTeam (max 65%) * Profissionais Continentais * Continentais * Selecções nacionais             |
| .1             | 1.1 (Carreira de um dia)         | * ProTeam (max 50%) * Profissionais Continentais * Continentais * Selecções nacionais             |
| .1             | 2.1 (Carreira de vários dias)    | * ProTeam (max 50%) * Profissionais Continentais * Continentais * Selecções nacionais             |
| .2             | 1.2 (Carreira de um dia)         | * Profissionais Continentais * Continentais * Selecções nacionais * Selecções regionais * Amadors |
| .2             | 2.2 (Carreira de vários dias)    | * Profissionais Continentais * Continentais * Selecções nacionais * Selecções regionais * Amadors |
| .Ncup (sub-23) | 1.ncup (Carreira de um dia)      | * Selecções nacionais * Selecções mistas                                                          |
| .Ncup (sub-23) | 2.ncup (Carreira de vários dias) | * Selecções nacionais * Selecções mistas                                                          |

## Calendário
As seguintes são as carreiras que compõem o calendário UCI Oceania Tour aprovado pela UCI

### Janeiro
| Data  | Carreira                  | Cat. | Ganhador      | Equipa do ganhador            |
| ----- | ------------------------- | ---- | ------------- | ----------------------------- |
| 22-26 | New Zealand Cycle Classic | 2.2  | Joseph Cooper | IsoWhey Sports-Swiss Wellness |

### Fevereiro
| Data | Carreira        | Cat. | Ganhador      | Equipa do ganhador |
| ---- | --------------- | ---- | ------------- | ------------------ |
| 1-5  | Herald Sun Tour | 2.1  | Damien Howson | Orica-Scott        |

### Março
| Data | Carreira                                  | Cat. | Ganhador       | Equipa do ganhador            |
| ---- | ----------------------------------------- | ---- | -------------- | ----------------------------- |
| 9    | Campeonato Oceânico Contrarrelógio sub-23 | CC   | Liam Magennis  | NSW Institute of Sport        |
| 9    | Campeonato Oceânico Contrarrelógio        | CC   | Sean Lake      | IsoWhey Sports-Swiss Wellness |
| 11   | Campeonato Oceânico em Estrada sub-23     | CC   | Lucas Hamilton | Mitchelton Scott              |
| 11   | Campeonato Oceânico em Estrada            | CC   | Sean Lake      | IsoWhey Sports-Swiss Wellness |

## Classificações

### Individual
Integram-na todos os ciclistas que consigam pontos podendo pertencer tanto a equipas amadoras como profissionais, inclusive as equipas UCI WorldTeam.
| Posição | Ciclista         | Pontos |
| ------- | ---------------- | ------ |
| 1.º     | Lucas Hamilton   | 285    |
| 2.º     | Michael Storer   | 260    |
| 3.º     | Jai Hindley      | 240    |
| 4.º     | Sean Lake        | 198    |
| 5.º     | Damien Howson    | 148    |
| 6.º     | Joseph Cooper    | 137    |
| 7.º     | Jason Christie   | 118    |
| 8.º     | Cyrus Monk       | 115    |
| 9.º     | Benjamin Dyball  | 108    |
| 10.º    | Dylan Sunderland | 91     |

### Equipas
A partir de 2017 e devido a mudanças regulamentares, todas as equipas profissionais entram nesta classificação, inclusive os UCI WorldTeam que até à temporada anterior não pontuavam. Se confeciona com o somatório de pontos que obtenha uma equipa com os seus 8 melhores corredores na classificação individual. A classificação também a integram equipas que não estejam registados no continente.
| Posição | Equipa                              | Pontos |
| ------- | ----------------------------------- | ------ |
| 1.º     | Mitchelton Scott                    | 655    |
| 2.º     | IsoWhey Sports-Swiss Wellness       | 517    |
| 3.º     | Drapac Pat's Veg                    | 211    |
| 4.º     | St. George Continental Cycling Team | 126    |
| 5.º     | Team Sapura Cycling                 | 121    |
| 6.º     | NSW Institute of Sport              | 120    |
| 7.º     | Delko Marseille Provence KTM        | 108    |
| 8.º     | JLT Condor                          | 90     |
| 9.º     | Team Ukyo                           | 55     |
| 10.º    | ONE Pro Cycling                     | 45     |

### Países
Se confeciona mediante os pontos dos 10 melhores ciclistas de um país, não só os que consigam neste Circuito Continental, senão também os conseguidos em todos os circuitos. E inclusive se um corredor de um país deste circuito, só consegue pontos em outro circuito (Europa, Ásia, Africa, América), os seus pontos vão a esta classificação.
| Posição | País          | Pontos |
| ------- | ------------- | ------ |
| 1.º     | Austrália     | 2452   |
| 2.º     | Nova Zelândia | 951    |